# Skorpskinnlav
Skorpskinnlav (Leptogium diffractum) är en lavart som beskrevs av August von Krempelhuber och Gustav Wilhelm Körber. 
Skorpskinnlav ingår i släktet Leptogium, och familjen Collemataceae. Enligt den svenska rödlistan är arten starkt hotad i Sverige. Arten förekommer på Gotland. Artens livsmiljö är skogs- och jordbrukslandskap.